# Love Tension
「Love Tension」（ラブ テンション）は、韓国の女性5人組の歌手グループ4minuteの日本での7枚目シングル。

## 概要
- Ready Goから約8ヶ月ぶりの、シングル。2012年8月22日にユニバーサルミュージックより、初回盤A・B、通常盤の3種形態で販売。

## 収録曲
1. Love Tension 3分48秒
2. Volume Up (JAPANESE Ver.)  3分52秒
3. Love Tension (Instrumental) 3分48秒
4. Volume Up (Instrumental) 3分50秒

## 仕様
- 【初回盤A】CD＋DVD (Love Tension Ver. Music Video)
- 【初回盤B】CD＋DVD (Volume Up (Korean Ver. Music Video・Love Tension Music Video Making)
- 【通常盤】CD